# Italis LNG
Italis LNG, fino al 2024 Golar Tundra, è una metaniera utilizzata come unità galleggiante di produzione, stoccaggio e scarico (FSRU) presso il porto di Piombino da Snam FSRU Italia (società del gruppo Snam).

## Storia
La nave è stata costruita come metaniera per la società bermudiana Golar LNG nel 2015 presso il cantiere navale di Samsung Heavy Industries a Geoje, in Corea del Sud, subendo alcune modifiche a Singapore. Subito dopo la consegna Golar ha siglato un contratto di affitto della nave per i successivi cinque anni alla compagnia West African Gas Limited (WAGL), partecipata al 60% da Nigerian National Petroleum (NNPC), impegnata nella realizzazione di un rigassificatore a Tema, in Ghana. La nave è arrivata a Tema nel terzo quarto del 2016, ripartendo circa un anno dopo poiché la società non era riuscita a portare avanti la realizzazione delle infrastrutture necessarie.
Nel 2022 il gruppo italiano Snam ha acquistato la nave attraverso la controllata Snam FRSU Italia S.r.l., incorporando la società Golar LNG NB13 Corporation, per circa 330 milioni di euro. L'acquisto è avvenuto nell'ambito del piano italiano di diversificazione delle fonti di approvvigionamento del gas naturale in seguito all'aggravarsi del conflitto russo-ucraino. Nel febbraio 2023 la nave è partita dal porto di Singapore, arrivando circa un mese dopo nel porto di Piombino e iniziando la produzione a partire da luglio 2023; è previsto che la nave rimanga ormeggiata nel porto toscano, presso la banchina est della darsena nord (realizzata in previsione dello smantellamento della Costa Concordia, avvenuto poi a Genova), fino al 2026, anno in cui dovrebbe essere trasferita nel porto di Vado Ligure. Dopo circa un anno di attività la Capitaneria di porto di Livorno ha approvato l'iscrizione della nave nel registro italiano navale col nome Italis LNG.

## Caratteristiche
La nave, costruita come metaniera, è stata adeguata come unità galleggiante di produzione, stoccaggio e scarico (FSRU). È lunga circa 292,2 metri, larga 43,4 metri e ha un'altezza massima di 55 metri.
Sulla prua della nave è montato un impianto di rigassificazione in grado di trattare 5 miliardi di metri cubi di gas naturale mentre al centro dell'imbarcazione sono posizionati quattro serbatoi con una capacità di stoccaggio complessiva di 170000 metri cubi di gas naturale liquefatto (GNL).